# Фордизам
Фордизам (енгл. Fordism) је у основи модерни економски и социјални систем, базиран на индустријализованој, стандардизованој масовној производњи и масовној потрошњи. Концепт (назван по Хенрију Форду) се користи у социјалној, економској и управљачкој теорији у вези са производњом и условима рада, потрошњом и сродним појавама, нарочито у 20. веку.

## Преглед
Фордизам је, како само име каже, производни систем дизајниран да произведе стандардизовану, јефтину робу и омогући својим радницима пристојну плату да ту робу и приуште. Такође је описан као "модел економске експанзије и технолошког напретка, заснован на масовној производњи стандардизованих производа уз помоћ машина за специјалне намене, као и неквалификовани рад". Иако је фордизам представљао метод за побољшање продуктивности у аутомобилској индустрији, ово начело се могло применити за било коју врсту производног процеса. Велики успех произилази из три главна принципа:
1. Стандардизација производа (ништа се ручно не прави, све се врши преко машина)
2. Запошљавање на покретној траци, која користи алат или опрему за специјалне намене, како би се омогућило неквалификованим радницима да допринесу готовом производу
3. Радници имају примања већа од минималне зараде, тако да могу да приуште куповину производа које сами праве[3]

Ови принципи, заједно са технолошком револуцијом у време Хенрија Форда, дозволили су његовом револуционарном облику рада да процвета. Тачно је да је његова покретна трака била револуционарна, али не и оригинална. Његов најоригиналнији допринос савременом свету је поједностављивање сложенијих задатака уз помоћ специјализованих алата. Једноставнији задаци створили су заменљиве делове који би се могли сваки пут на исти начин користити. Ово је омогућило флексибилност, стварајући поменуту покретну траку која би могла променити своје саставне делове како би се задовољиле потребе производа који се монтирају. Заправо, покретна трака је постојала још пре Форда, али није била толико ефикасна. Његов прави успех је препознавање потенцијала, растављање читаве ствари на делове, како би је поново изградио на ефикаснији и продуктивнији начин, стварајући погоднији метод за стварни свет. 
Главне предности ове промене су смањење радне снаге неопходне за рад фабрике и смањење самог рада, што свакако умањује трошкове производње.Како каже Боб Јесоп, постоје четири нивоа фордизма.

## Позадина
Форд компанија (енгл. Ford Motor Company) је била једна од неколико стотина малих произвођача аутомобила који су се појавили између 1890. и 1910. године. Након пет година производње аутомобила, Форд је представио модел Т, који је био једноставан и лаган, али довољно чврст да издржи вожњу по примитивним путевима. Масовна производња овог аутомобила смањила је цену по комаду, чинећи га приступачнијим за просечног потрошача. Штавише, Форд је значајно повећавао плате својих радника у циљу борбе против многобројних одсуствовања са посла и добијања отказа запослених, који је приближно износио 400% годишње и представљао нуспродукт, пружајући им средства да постану купци. Ови фактори су довели до масовне потрошње. У ствари, модел Т је превазишао сва очекивања, достигавши врхунац од 60% извоза аутомобила у Сједињеним Америчким Државама.
Производни систем који је Форд приказао, подразумевао је синхронизацију, прецизност и специјализацију у оквиру компаније.
С једне стране, Хенри Форд и његови менаџери нису користили реч "фордизам" да би описали поглед на свет који је гледан као "изам", с друге стране су многи савременици сматрали да је овакав поглед на свет управо "изам" и придодали су му то име.

## Историја
Термин фордизам постаје значајан када га је истакао италијански писац и политичар Антонио Грамши 1934. године у свом есеју „Американизам и Фордизам” који је написао док је био у затвору. Од тада је коришћен од стране једног броја писаца у економији и друштву, углавном у марксистичкој традицији. 
Према историчару Чарлс Мајеру, фордизам је правично претходио у Европи у тејлоризму или научном менаџменту, техником радне дисциплине и организације на радном месту, на основу научних студија људских ефикасности и подстицајних система. Привукла је европске интелектуалце, поготово у Немачкој и Италији, од ’’fin de siècle’’ и до Првог светског рата.
После 1918. године, међутим, циљ тејлористичке ефикасности мисли рада је из Европе прешао у фордизам, који је реорганизацију целокупног производног процеса извршио помоћу покретне траке и масовног тржишта. Велики апел у Европи био је обећање да ће фордизам почистити све архаичне остатке предкапиталистичког друштва, тако што ће подредити економију, друштво и људску личност на строгим критеријумима техничке рационалности. Велика криза помутила је утопијску визију америчке технократије, а Други светски рат и његове последице су оживели тај идеал. 
Принципи тејлоризма, односно научног менаџмента су брзо преузети од стране Владимира Лењина и примењени на индустријализацију Совјетског Савеза-а (рус. Сове́тский Сою́з). 
Касније под инспирацијом Антонија Грамшија, марксисти су подигли концепт фордизма 1930-их и 1970-их година и развили „постфордизам“. Антонио и Бонано прате развој фордизма и економских фаза, од глобализације кроз неолибералне глобализације, у 20. веку, наглашавајући улогу Америке у глобализацији. За италијанског марксисту, Антонија Грамшија, фордизам значи интензивиран рад да промовише производњу. Антонио и Бонано тврде да је фордизам достигао врхунац после Другог светског рата, након америчке доминације која је трајала деценијама и масовне потрошње, али је пропао због политичких и културних напада на људе 1970-их. 
Развој технологије и крај Хладног рата уводи нас у нову "неолибералну" фазу глобализације 1990. године. Антонио и Бонано даље наводе да су негативни елементи фордизма, као што је економска неједнакост, остали омогућавајући сродне културне и еколошке проблеме који инхибирају Америчку потрагу за демократијом на површину.
Историчар Томас Хјуз је описао начин на који је Совјетски Савез 1920-их и 1930-их година са ентузијазмом прихватио фордизам и тејлоризам, доводећи америчке експерте из оба поља, као и америчке инжењерске фирме да изграде делове нове индустријске инфраструктуре. Трагови утицаја тејлоризма на совјетску мисао приметни су у концептима Петогодишњег плана и централизоване економије. Хјуз притом цитира Јосифа Стаљина: „Америчка ефикасност је та несавладива сила које нити зна, нити признаје препреке; то се преноси на задатке од тренутка када су отпочети, до тренутка када су завршени, па чак и ако су у питању мањи подухвати; и без чега је било какав озбиљан конструктиван рад немогућ. Комбинација руског револуционарног заокрета и америчке ефикасности чини суштину Лењинизма.”
Хјуз описује како, као што је Совјетски Савез развио и порастао на власти, обе стране, Совјети и Американци, одлучују да игноришу или негирају допринос америчких идеја и вештина. Совјети су то урадили, јер желе да се представе као креатори своје властите судбине и не дугују ништа својим ривалима. Американци су урадили то зато што не желе да признају своју улогу у стварању моћног ривала у Совјетском Савезу.  

## Регулациона теорија
Фордизам је кључни концепт у теоријима Школе за регулацију, често у супротности постфордизма и користи се у западномарксистичкој мисли.
У регулационој теорији, он је режим акумулације или макроекономски образац од високе развијености у САД и ширио се у различитим облицима ка Западној Европи након 1945. године. Састојао се од масовне домаће производње са низом институција и политике која је подржавала масовну производњу, укључујући стабилизовану економску политику и Кејзијанско управљање потражњом, који је генерисао националну потражњу и социјалну стабилност. Такође укључује и класу компромиса и друштвени уговор који подржава породице, плате, пословну стабилност и унутрашње тржиште рада водећи широко заједнички просперитет-повећања прихода су повезана са националном продуктивношћу још од касне 1940-их до раних 1970-их. На нивоу радног процеса Фордизам је Тејлоризам, а као национални режим регулације Фордизам је Кејнсијанизам.
Социјално-научни концепт Фордизам је представљен од стране Француске регулационе школе, познате и као регулациона теорија, која је марксистичко-утицајни ланац политичке економије. Како регулациона школа истиче, капиталистичко производне парадигме настале су кризом претходне парадигме. Новорођена парадигма је такође обавезна да падне у кризу пре или касније. Криза Фордизма постала је очигледна Марксистима у касним 1960-им. 
Марксистичка регулациона теорија говори о Режиму Акумулације Капитала (РАК) и Начину Уредбе (НУ). РАК су периоди релативно устаљене економског раста и профита на нивоу целе нације и глобалног региона. Такви режими временом постају исцрпљени, упадају у кризу и срушени су како капитализам настоји да преправи себе и врати се на период од профита. Ови периоди акумулације капитала подржани су односно стабилизовани од стране НУ. Обиље закона, институција, социјалних обичаја, муштерија и хегемонија и националних и међународних раде заједно на стварању амбијента за дугорочни капиталистички профит.
Фордизам је ознака која се користи да карактерише време након 1945. године. Када је доживео велики прасак код западних нација. Он се одликује циклусом масовне потражње и потрошње, производњом стандардизованих (најчешће) потрошачких јединица које се продаје на (типично) заштићеним домаћим тржиштима и употреби кејзијанске економске политике. Док је стандардни модел послератна Америка, националне варијације ове стандардне норме су добро познате. Теорија уредбе говори о националним режимима раста да би означила различите врсте Фордизма преко западне економије. 
Фордизам као РАК се срушио, зависан од националних искустава негде између касних 1960-их и средином 1970-их. Западна економија доживела је спор економски раст, раст инфлације и растућу незапосленост, као последице нафтног шока 1973. године.

## Постфордизам
Период након фордизма је назван постфордизам или неофордизам. Први подразумева да је глобални капитализам направио потпуни раскид са фордизмом (укључујући превазилажење своје недоследности), док је други имплицирао да елементи фордистичког РОА наставио да постоји. Школа за регулацију (енгл. The Regulation School) предност даје термину постфордизам и означава оно што долази после фордизма.
У постфордистичког економији: 
- Нове информационе технологије су важне
- Производи се продају на малим тржиштима, а не у масовним облицима потрошње на основу друштвене класе
- Услужне делатности доминирају над производњом
- Радна снага је феминизирана
- Финансијска тржишта су глобализована

## Културолошке референце
Масовно произведени роботи, описани су у Карел Чапековој драми Р.У.Р.(чеш. Rossumovi Univerzální Roboti), као представници "трауматске трансформације модерног друштва од стране Првог светског рата и фордистичке покретне траке." 
Религија заснована на обожавању Хенрија Форда је основна карактеристика технократије и дела "Врли нови свијет", Олдуса Хакслија, где се примењују принципи масовне производње који су присутни код многих генерација, као и у индустрији.